# Vaguinho
Vaguinho, właśc. Wagno de Freitas (ur. 11 lutego 1950 w Sete Lagoas) – piłkarz brazylijski grający na pozycji napastnika.

## Kariera klubowa
Vaguinho karierę piłkarską rozpoczął w klubie Clube Atlético Mineiro w 1968 roku. Z Atlético Mineiro zdobył mistrzostwo stanu Minas Gerais – Campeonato Mineiro w 1970 roku. W najdłuższy okres w karierze Vaguinho stanowi gra w Corinthians Paulista. W Corinthians 8 sierpnia 1971 w wygranym 4-1 wyjazdowym meczu z Santa Cruz Recife Vaguinho zadebiutował w lidze brazylijskiej. Był to udany debiut, czego dowodem jest bramka Vaguinho. Z Corinthians dwukrotnie zdobył mistrzostwo stanu São Paulo – Campeonato Paulista w 1977 i 1979 roku. Łącznie w barwach Timão Vaguinho rozegrał 548 spotkań, w których strzelił 108 bramek.
W 1981 roku na krótko powrócił do Atlético Mineiro, z którym zdobył mistrzostwo stanu. W 1982 roku występował w EC Santo André, po czym przeniósł się do Ponte Preta Campinas, gdzie zakończył karierę w 1985 roku. W Ponte Preta 3 kwietnia 1985 w zremisowanym 2-2 meczu z Brasil Pelotas Vaguinho po raz ostatni wystąpił w lidze. Ogółem w latach 1971–1985 w lidze brazylijskiej wystąpił w 199 meczach, w których strzelił 25 bramek.

## Kariera reprezentacyjna
Vaguinho w reprezentacji Brazylii zadebiutował 19 grudnia 1968 w wygranym 3-2 towarzyskim meczu z reprezentacją Jugosławii. W tym meczu Vaguinho w 32 min. strzelił pierwszą bramkę w meczu. Ostatni raz w reprezentacji wystąpił 31 lipca 1971 w zremisowanym 2-2 meczu z reprezentacją Argentyny w Copa Julio Roca 1971, który Brazylia zdobyła. Ogółem w latach 1968–1971 Vaguinho w reprezentacji wystąpił w 7 meczach, w których zdobył jedną bramkę.
| Mecze i gole w reprezentacji | Mecze i gole w reprezentacji | Mecze i gole w reprezentacji | Mecze i gole w reprezentacji | Mecze i gole w reprezentacji | Mecze i gole w reprezentacji | Mecze i gole w reprezentacji |
| #                            | Data                         | Miasto                       | Przeciwnik                   | Gol                          | Wynik                        | Rozgrywki                    |
| ---------------------------- | ---------------------------- | ---------------------------- | ---------------------------- | ---------------------------- | ---------------------------- | ---------------------------- |
| 1.                           | 19.12.1968                   | Belo Horizonte               | Jugosławia                   | Gol                          | 3:2                          | towarzyski                   |
| 2.                           | 14.07.1971                   | Rio de Janeiro               | Czechosłowacja               |                              | 1:0                          | towarzyski                   |
| 3.                           | 18.07.1971                   | Rio de Janeiro               | Jugosławia                   |                              | 2:2                          | towarzyski                   |
| 4.                           | 21.07.1971                   | Rio de Janeiro               | Węgry                        |                              | 0:0                          | towarzyski                   |
| 5.                           | 24.07.1971                   | Rio de Janeiro               | Paragwaj                     |                              | 1:0                          | towarzyski                   |
| 6.                           | 28.07.1971                   | Buenos Aires                 | Argentyna                    |                              | 1:1                          | Copa Julio Roca 1971         |
| 7.                           | 31.07.1971                   | Buenos Aires                 | Argentyna                    |                              | 2:2                          | Copa Julio Roca 1971         |